# Paola Hibernians Football Club
|  | Aquest article tracta sobre el club de futbol maltès. Si cerqueu l club de futbol escocès, vegeu «Hibernian Football Club». |

El Paola Hibernians Football Club és un club maltès de futbol de la ciutat de Paola.

## Història
El club té les seves arrels l'any 1922 i representava el Partit Constitucional de Gerald Strickland. El seu nom era Constitutionals FC i s'afilià a la lliga amateur. Després de guanyar la lliga el 1930/31, els directors del club decidiren convertir-lo en professional i afiliar-se a la lliga de la MFA, adoptant el nou nom d'Hibernians FC.

## Colors
Els tradicionals colors del club són el blanc i el negre. El segon uniforme és de colors groc i negre, mentre que el tercer és porpra.

## Palmarès
- Lliga maltesa de futbol: (13)
  - 1960/61, 1966/67, 1968/69, 1978/79, 1980/81, 1981/82, 1993/94, 1994/95, 2001/02, 2008/09, 2014/15, 2016/17, 2021/22
- Copa maltesa de futbol: (8)
  - 1961/62, 1969/70, 1970/71, 1979/80, 1981/82, 1997/98, 2005/06, 2006/07
- Supercopa maltesa de futbol: (2)
  - 1993/94, 2006/07
- Euro Challenge Cup: (1)
  - 2006/07
- Quad. Tournament: (1)
  - 2005/06
- Independence Cup: 3

1967/68, 1968/69, 1970/71
- Cassar Cup: 2

1961/62, 1962/63
- Sons Of Malta Cup: 3

1969/70, 1970/71, 1971/72
- Testaferrata Cup: 3

1977/78, 1978/79, 1980/81
- Olympic Cup: 1

1962/63
- Schembri Shield: 1

1961/62

## Jugadors destacats
- Robert Docherty (1995-96)  Arxivat 2008-12-23 a Wayback Machine.
- David Carabott
- Karl Zacchau
- George Lawrence
- Charles Scerri
- Udo Nwoko
- Andre Schembri

## Presidents
| Nom                     | Anys                            |
| ----------------------- | ------------------------------- |
| William E. Griffiths    | 1927-1930                       |
| Carmelo Gauci           | 1930-1936                       |
| Charles Tonna           | 1936-1937                       |
| Capt. Seraphin Xuereb   | 1945-1947, 1950-1951, 1957-1958 |
| Dr. Joseph Cassar Galea | 1947                            |
| Luigi Flamini           | 1947-1948                       |
| Angelo Boffa            | 1948-1950                       |
| Carmelo Debattista      | 1951-1952                       |
| Remig Farrugia          | 1952-1954                       |
| Carmelo Falzon          | 1954-1955, 1958-1959            |
| Charles Lyons           | 1955-1956                       |
| Anthony Mallia          | 1956-1957                       |
| Carmelo Baluci          | 1959-1965                       |
| Anthony Sammut          | 1965-1968                       |
| Lawrence Xuereb         | 1968-1978                       |
| Tony Bezzina            | 1978-present                    |